# Grünes Tor (Dresden)

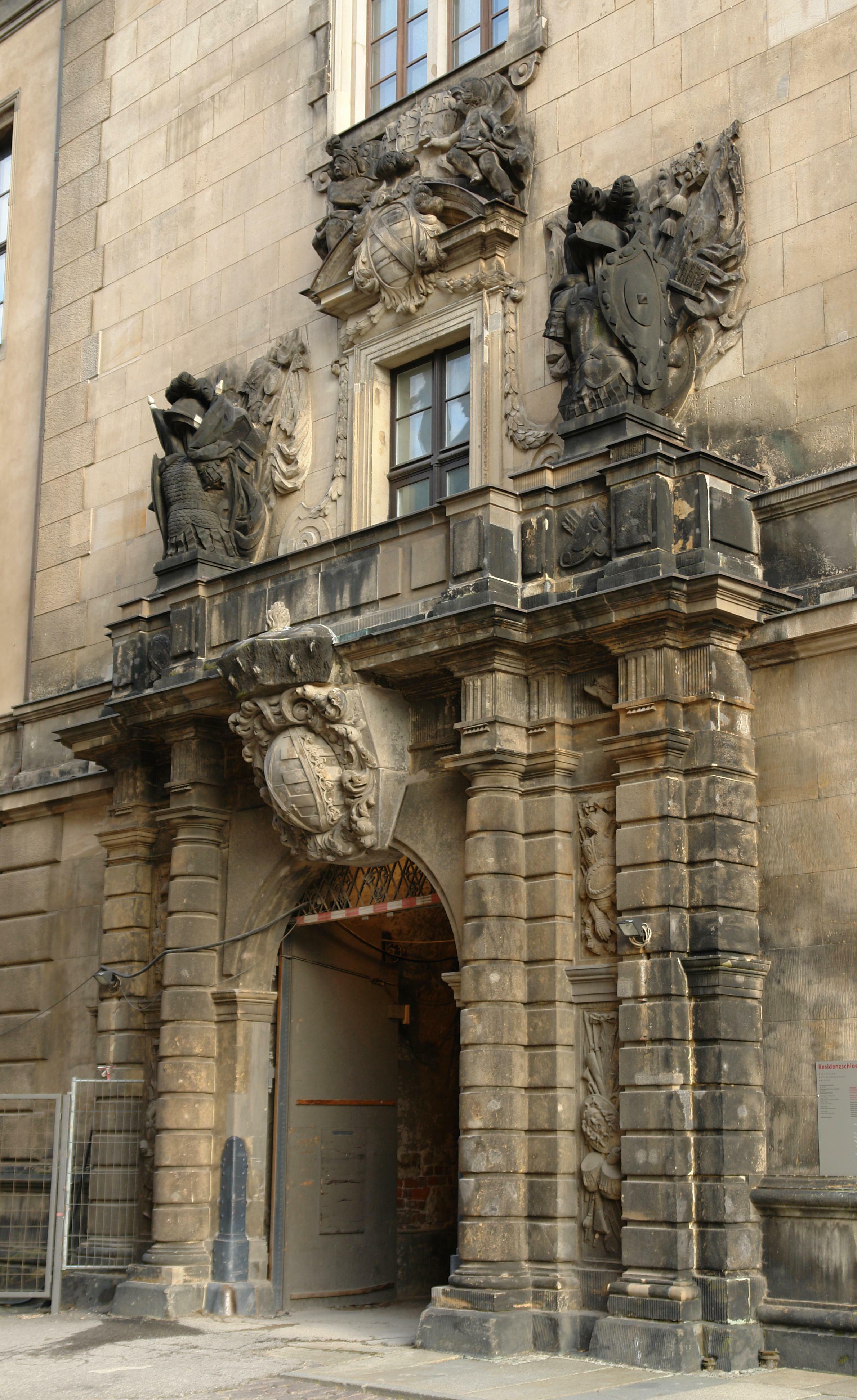
Grünes Tor (2009)

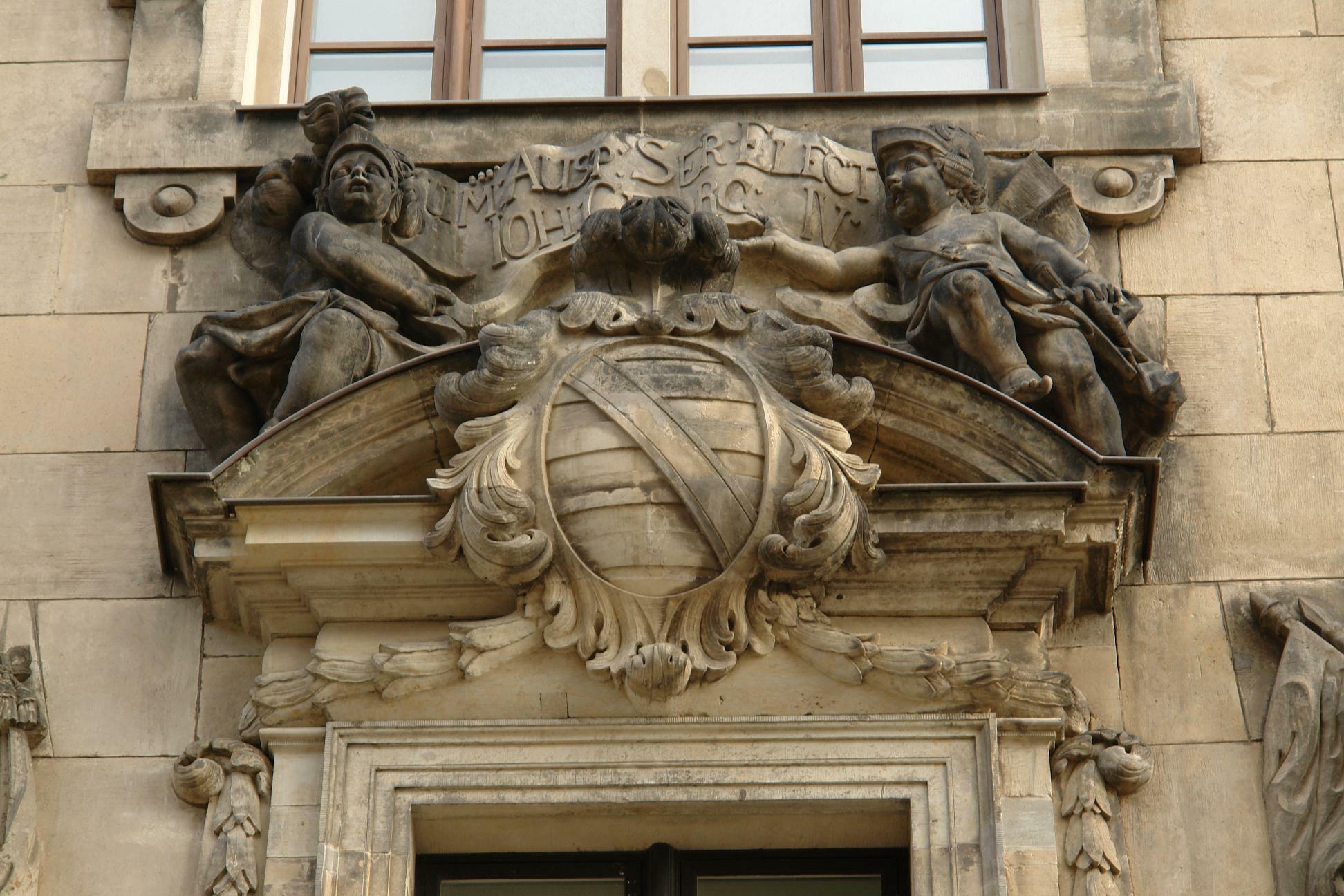
Oberes Detail

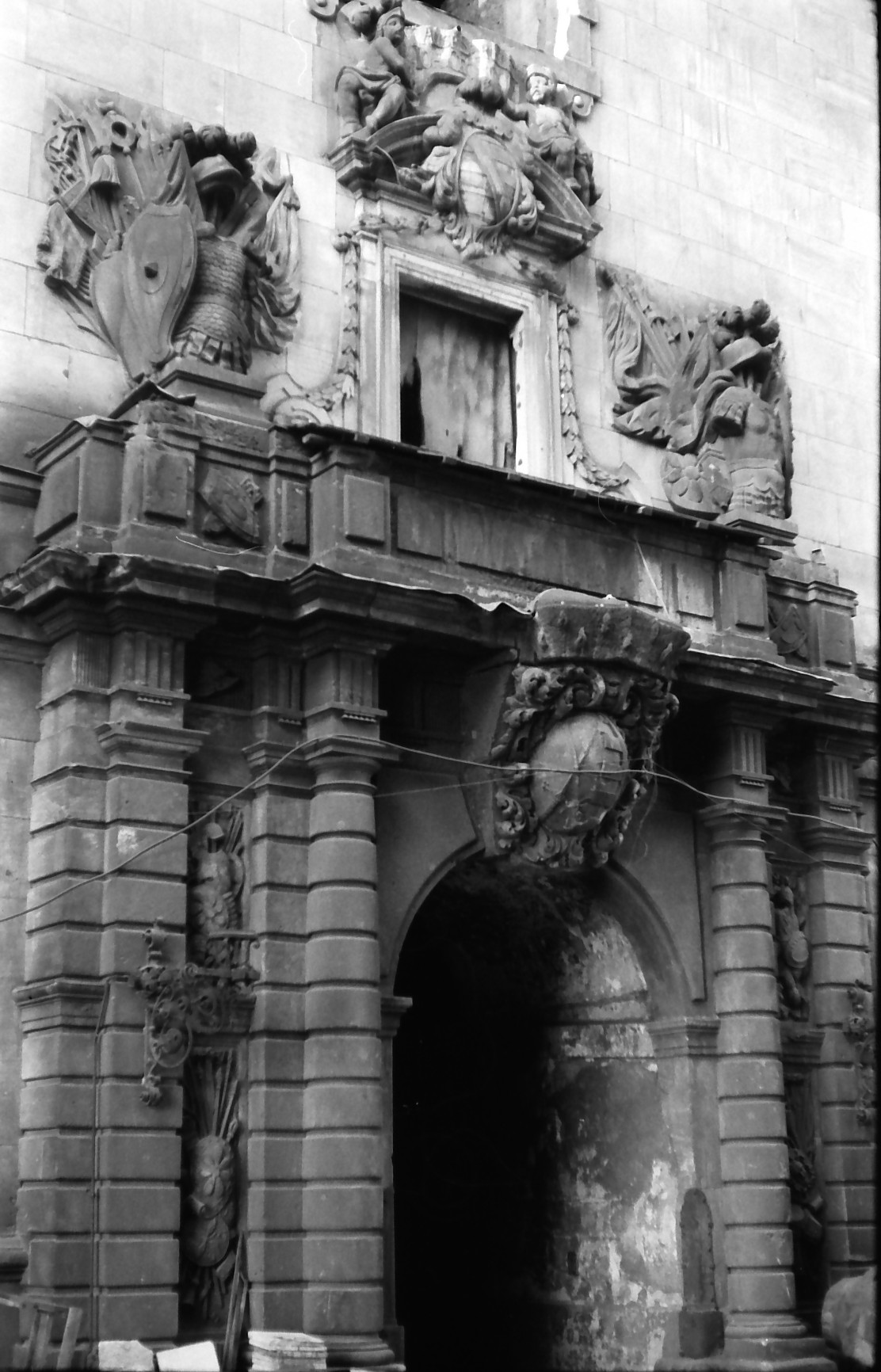
Grünes Tor (1984)

Das Grüne Tor in Dresden wurde 1693 im Auftrag Johann Georgs III. als Denkmal der Türkenkriege nach einem Entwurf von Wolf Caspar von Klengel errichtet. Das Portal des Dresdner Residenzschlosses bildet die bisher einzige nachweisbare bildhauerische Arbeit Marcus Conrad Dietzes.

## Beschreibung
Das sogenannte „Grüne Tor“ befindet sich unter dem Hausmannsturm auf der Elbseite des Schlosses. Es hat einen Rundbogen mit einem großen Schlussstein, der das Kurwappen in einer Kartusche zeigt. Der Rundbogen wird flankiert von zwei weit auseinander stehenden Doppelpilastern. Diesen vorgestellt ist eine Halbsäule toskanischer Ordnung. Die zwei Doppelpilaster mit der vorgelegten Halbsäule tragen einen Architrav: Auf diesem befindet sich ein Gesims mit einer Attika als Brüstung für den darüber befindlichen Balkon. Zu diesem Balkon führt eine Balkontür, flankiert zu beiden Seiten mit Trophäenschmuck; sie wiederum wurde zu beiden Seiten reich dekoriert, u. a. mit Gehängen als Türumrahmung. Oberhalb der Tür  wurde ein Segmentgiebel als Türverdachung mit dem sächsischen Wappen und zwei Putten eingefügt.
Während der Luftangriffe auf Dresden 1945 wurde auch das gesamte Schloss zur Ruine. Zwar konnten Fragmente dauerhaft geborgen werden, dennoch blieb das „Grüne Tor“ jahrzehntelang der Witterung frei ausgesetzt. Erst im Zuge der Schlossrekonstruktion wurde die Restaurierung 2003 nach Vorgabe und Zeichnung des Staatshochbauamtes Dresden durchgeführt. Auch das Oberlichtgitter, welches aus den Kriegstrümmern geborgen wurde, wurde restauriert; es wurde seitens der Ausführenden darauf geachtet, dass so viel wie möglich Originalsubstanz erhalten blieb.